# Langenorla
Langenorla település Németországban, azon belül Türingiában. Lakosainak száma 1193 fő (2023. december 31.). Langenorla Pößneck és Krölpa községekkel határos.

## Népesség
A település népességének változása:
| Lakosok száma | 1244 | 1246 | 1221 | 1196 | 1193 |
|               | 2017 | 2019 | 2021 | 2022 | 2023 |